# Christoph Zimmermann
Christoph Zimmermann (nascut el 12 de gener de 1993) és un futbolista professional alemany que juga com a defensa central pel Darmstadt 98.